# Lavras da Mangabeira
Lavras da Mangabeira é um município brasileiro do estado do Ceará. A cidade é conhecida por seu ponto turístico (o Boqueirão de Lavras) e por ser a terra de Dona Fideralina Augusto, figura de destaque do coronelismo nordestino. Os seus maiores representantes na área da cultura são os músicos Gilberto Milfont, Francisco Araujo e Nonato Luiz, as artistas plásticas Sinhá d'Amora e Rosa Firmo Beserra Gomes, e os escritores Filgueiras Lima, João Clímaco Bezerra, Joaryvar Macedo, Dimas Macedo, Linhares Filho e, Cristina Maria Couto. O município tem 31 508 habitantes, conforme estimativa do IBGE de 2019 e sua área territorial é de 947,957 km².
O topônimo Lavras da Mangabeira é uma alusão à mineração de ouro em meados do século XVIII, e o nome da árvore abundante na região, a mangabeira (Hancornia speciosa). Sua denominação original era São Vicente Ferrer de Lavras de Mangabeira, depois São Vicente das Lavras, Lavras e, desde 1911, Lavras da Mangabeira.

## História

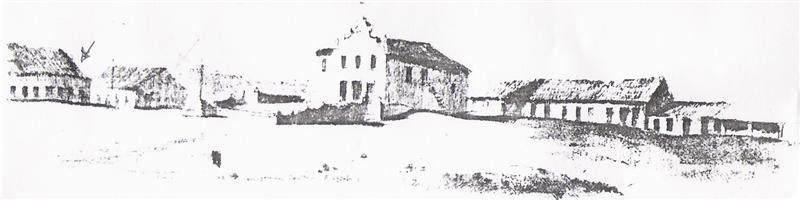
Vila de São Vicente das Lavras.

As terras localizadas às margens do Jaguaribe-Mirim ou rio Salgado, eram habitadas pelos índios de diversa etnias tais como os Kariri, os Guariús.
Com a definitiva colonização do território de Ceará no século XVII, passaram a chegar diversas entradas e bandeiras na região dos índios Cariris. Os integrantes das entradas, militares e religiosos, mantiveram os primeiros contatos com os nativos, estudaram as tribos, catequizaram os indígenas e os agruparam em aldeamentos ou missões.
Os resultados destes contatos e descobrimentos desencadearam notícias que na região das Minas de São José dos Cariris Novos (atual município de Missão Velha), tinha ouro em abundância e em  seguida desencadeou-se uma verdadeira corrida para os sertões brasileiros, onde famílias oriundas de Portugal, sonhando com as riquezas de terras inexploradas e com a esperança de encontrar o minério, que as levariam a aumentar o seu patrimônio material, além de aumentar o seu prestigio pessoal com a corte portuguesa.
A busca do metal precioso, nas ribanceiras do Rio Salgado, trouxe para a região do Sertão do Cariri, a colonização e com consequência a doação de sesmarias, o que permitiu o surgimento de lugarejos e vilas.
A febre do ouro durou até a segunda metade do século XVII. Várias prospecções se realizaram, porém em vão, uma vez que a extração de referido minério se tornou onerosa às Cortes de Lisboa, que determinaram a sua suspensão, em 2 de setembro de 1758.
Essas aventuras auríferas que se fizeram, entre outros, nos sítios Fortuna, Oiteiro, Barreiros e Morros Dourados e, especialmente, no lugar denominado Boqueirão de Lavras; a criação da capela de São Vicente Férrer, foram as bases que deram início ao centro urbano que hoje chama-se Lavras da Mangabeira.
Com a expansão da Estrada de Ferro de Baturité até a cidade do Crato, em 1917, no município de Lavras da Mangabeira, foram inauguradas três estações de trem (Arrojado, antigo Paino); na cidade de Lavras; e em Iborepi (antigo Riacho Fundo). Esta malha ferroviária representou o impulso para a economia local, principalmente porque a partir da estação de Paino ou Arrojado, o Ceará ficou ligado à Paraíba via o Ramal da Paraíba.
Famílias que vieram a Lavras da Mangabeira em busca do ouro, estabeleceram-se de modo a constituir essa cidade e consolidar sua própria história. Buscando conservar seu sangue, herança genética e seus sobrenomes, mantiveram uniões entre certas famílias e podem ser observados como verdadeiros clãs, que ainda hoje conservam esses padrões e moram ou mantém fortíssimas ligações com a cidade e entre sua família.

## Geografia

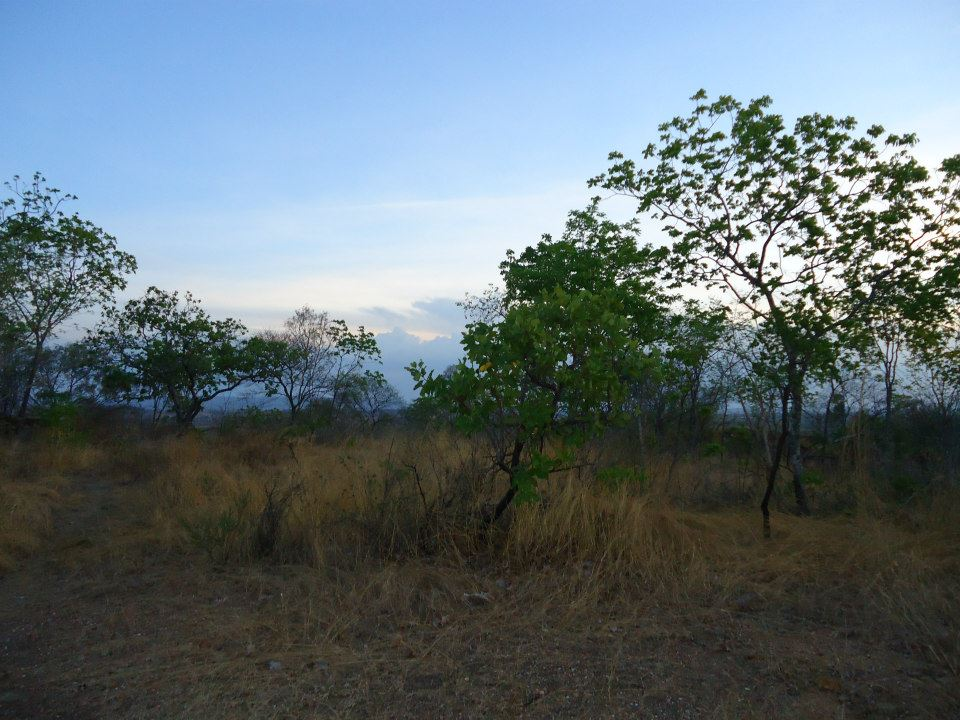
Flora típica da região no período de estiagem.

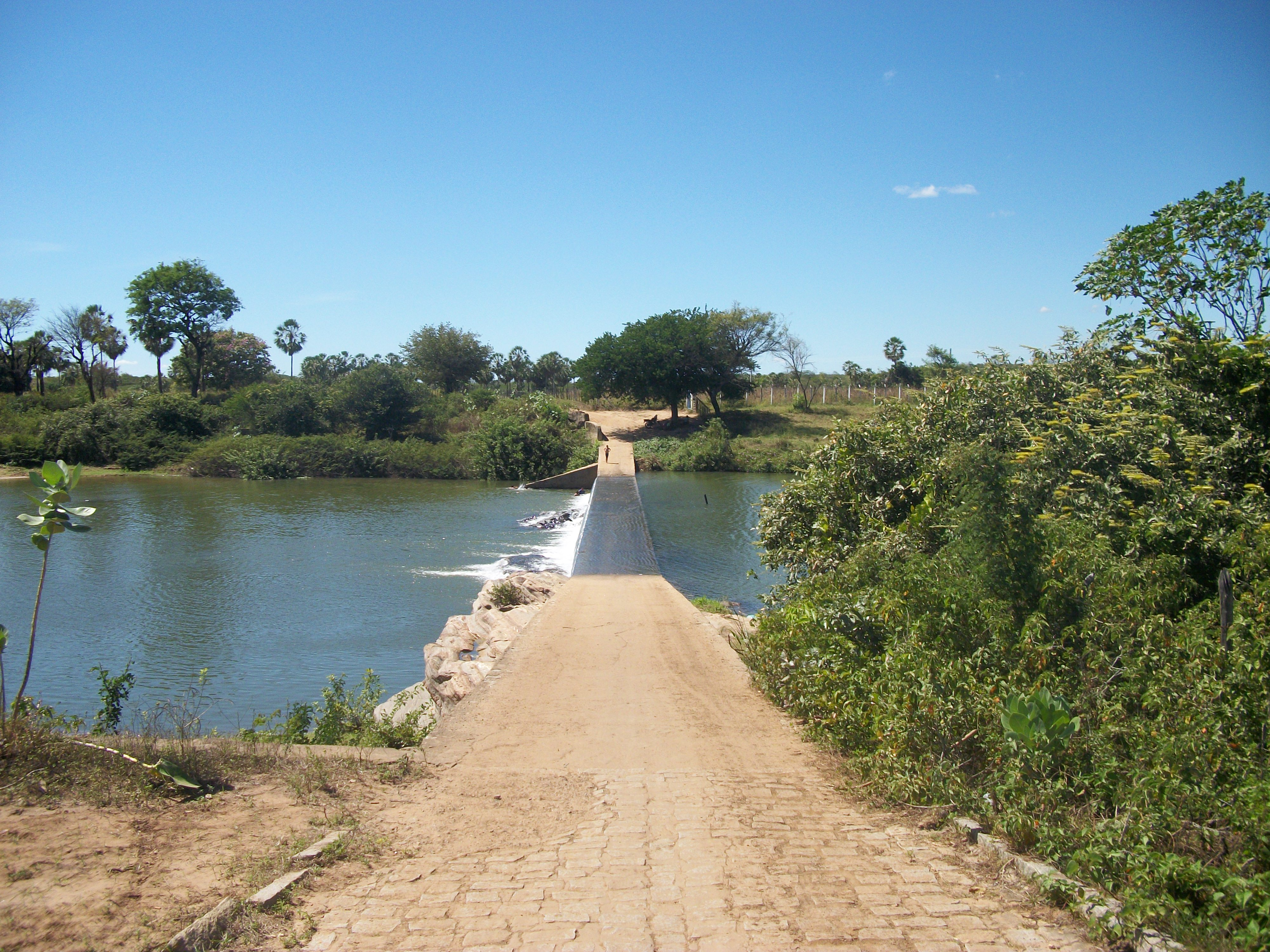
Barragem do rio Salgado no município.

### Clima
Tropical quente semiárido com pluviometria média de 908,9 mm com chuvas concentradas de janeiro a abril.

### Hidrografia e recursos hídricos
As principais fontes de água fazem parte da bacia do rio Salgado, sendo as principais os riachos São Lourenço, do Meio, do Machado, das Pombas, das Pimentas, Unha de Gato e Extremo de Cima, do Mês, do Rosário e outros tantos. Existem 192 açudes, sendo os de grande porte os açude: do Rosário, da Extrema, Pau Amarelo, Três Irmãos.

### Relevo e solos
As terras de Lavras da Mangabeira fazem parte da Depressão Sertaneja. As principais elevações possuem altitudes entre 200 e 500 metros acima do nível do mar. Com solos que apresentam rochas do embasamento cristalino pré-cambriano, representadas por gnaisses e migmatitos diversos, xistos, filitos e metacalcários. Sobre esse substrato repousam rochas sedimentares (conglomerados, arenitos, siltitos, folhelhos e calcários) do mesozoico.

### Vegetação
A vegetação é bastante diversificada: caatinga arbustiva densa, caatinga arbustiva aberta, floresta caducifólia espinhosa e mata ciliar (floresta mista dicótilo-palmácea) ao longo dos cursos hídricos. Também há uma pequena área de cerrado no alto do Boqueirão do Rio Salgado.

### Subdivisão
O município é dividido em seis distritos: Lavras de Mangabeira (sede), Amaniutuba (ex-Ouro Branco), Arrojado, Iborepi, Mangabeira e Quitaiús.

## Geologia

### Recursos minerais
Entre as cidades de Lavras da Mangabeira e Farias Brito, existem dois garimpos desativados de ouro. No garimpo localizado próximo à Lavras da Mangabeira, a mineralização ocorre como grãos de ouro disseminados em veios de quartzo leitoso com pirita em gnaisses do Complexo Arábia. No garimpo do Sítio Fortuna, a nordeste de Farias Brito, a mineralização de ouro está associada a veios de quartzo piritosos que cortam os xistos da Formação Independência do Grupo Ceará.

## Aspectos socioeconômicos
A maior concentração populacional encontra-se na zona rural. A sede do município dispõe de abastecimento de água, fornecimento de energia elétrica, serviço telefônico, agência de correios e telégrafos, serviço bancário, hospitais, hotéis e ensino de 1º e 2º grau.
A partir de Fortaleza, o acesso ao município pode ser feito por via terrestre através da rodovia Fortaleza/Russas/Icó/Ipaumirim (BR 116) e a rodovia Lavras da Mangabeira/Várzea Alegre/Farias Brito/Crato (BR 230, a mesma Transamazônica que começa em Cabedelo e vai até à Amazônia). As demais vilas, lugarejos, sítios e fazendas são acessíveis (com franco acesso durante todo o ano) através de estradas estaduais, sendo elas rodovias asfaltadas ou estradas carroçáveis.
A economia local é baseada na:
- Agricultura: algodão arbóreo e herbáceo, banana, milho, feijão e arroz;
- Pecuária: bovinos, suínos e avícola;
- Indústria: oito indústrias, sendo quatro de produtos alimentares, uma de química, uma de produtos minerais não metálicos, duas de vestuário, calçados e artigos de tecidos, couros e peles.[20]

## Turismo
O turismo também movimenta a cidade devido as suas belezas naturais, com destaque especial ao Boqueirão e a sua gruta, que além de ser um local de imensa beleza, é um objeto de estudo que recebe estudiosos e diversas escolas do interior do estado, para conhecer sua impressionante formação geográfica e histórica, sendo um alvo de lendas que compõe a história da cidade.

## Cultura
Os principais eventos culturais são: a festa do padroeiro, São Vicente Ferrer (5 de abril), e a SEACE (Semana de Arte Cultura e Esportes), comemorada todo ano na semana de aniversário da cidade (20 de agosto).
Vale destacar também as festas dos padroeiros dos distritos, como São José em Amanuituba e São Francisco copadroeiro, São Sebastião em Mangabeira, Nossa Senhora do Rosário em Quitaius, Coração de Jesus em Arrojado que também comemora o São Pedro, e Nossa Senhora das Candeias em Iborepi. Alguns nomes da música em Lavras da Mangabeira animam os finais de semanas, como Viquinho e seus teclados, Rosivan, Nailton, Ciço Lifrat, Juscelino, Ivo Teles & Darly, Luis Seresteiro, Forrozão Gata Moral. Poetas como Zé Teles, Manoel de Mundoca, Mundoquinha, Zael de Besouro, Valdir Teles, e o poeta Joca do Arrojado e seu neto Arthur Antunes (o maior compositor de Lavras da Mangabeira) enriquecem a cultura lavrense. Outros saíram de Lavras (Distrito de Mangabeira), mas continuam ligados ao município, como é o caso do acordeonista, cantor e compositor Matheus Ribeiro, que atualmente reside em Fortaleza e tem levado por onde passa o nome de sua cidade natal,  compondo até canções onde fala de suas raízes.

## Política
A administração municipal localiza-se na sede, Lavras da Mangabeira. O atual prefeito da cidade é Ronaldo Pedrosa Lima, popularmente conhecido como Ronaldo da Madeireira.

## Esportes
O esporte, principalmente o futebol é uma das maiores paixões do Lavrense. Tiveram grandes equipes e jogadores ao longo de sua existência. Com destaque para a equipe do MONTILLA que, desde 1997 vem sendo um ícone do futebol amador da região, conquistando vários títulos ao longo de sua existência.
O Montilla F. C. é atualmente Pentacampeão de Lavras da Mangabeira, sendo o maior também em títulos municipais, como também conquistando os principais títulos nos municípios circunvizinhos, como Várzea Alegre, Cedro, Aurora e no vizinho estado da Paraíba.
Existem outras equipes que rivalizam com o Montilla, como o Cruzeiro (Tri-Campeão Lavrense), ALFA (Leomar Bezerra), o Meia Lua (Campeão) e o Padre Cícero (Campeão). Também vale destacar a força das equipes dos distritos como o Iborepi, Amaniutuba, Mangabeira, Arrojado, Quitaiús, e também da zona rural, como o Nacional das Melancias, o Guarani do Boqueirão, o Botafogo da Carnaúba. Grandes jogadores fizeram história no nosso município, como José Alves, Cabo Bené, Jandismar (João da Bomba), Neném Alves, Audizio, Bim, Danda, Fanca, Dr. Tavinho (ex-prefeito da cidade), Gerácio e Leonardo (Sendo estes dois os primeiros a atuarem como profissionais), Dr. Mirialdo, Vicente de Tereza, Francisco Holanda (Rapaizão), Tatal Zógob, Magela, Gilmar, Zé Nailton, Paulinho, Tim, Basto, Hamilton, Filho, Diassis, Danilé, Geraldino, Dé (Goleiro) entre outros.
O Futsal é uma das bases sociais na infância do Lavrense. Gato Preto e Cipreg foram duas grandes equipes e famosas na região, mas hoje não tem nenhum clube registrado. Atualmente a cidade envia apenas a seleção municipal para jogos representativos.

## Lavrenses notórios
- Eunício Oliveira, político e empresário, foi senador da República pelo Ceará e presidente do Senado.
- Heitor Férrer, médico e político brasileiro, deputado estadual pelo Ceará.
- Joaquim Lobo de Macêdo, também conhecido como Joaryvar Macêdo, foi um escritor brasileiro.
- Linhares Filho,  poeta e escritor, condecorado como Príncipe dos Poetas Cearenses.
- Elmano Férrer, foi prefeito de Teresina e senador da República pelo Piauí.
- Nonato Luiz, renomado violonista e compositor brasileiro.
- Almir Santos Pinto, senador da República pelo Ceará.

A fonte de algumas referências sobre os lavrenses que mais se destacaram está no livro - Lavrenses Ilustres (3ª ed. Fortaleza: Editora RDS, 2012), de autoria do historiador Dimas Macedo.